# جبريل بيتروفيتش
جبريل بيتروفيتش (بالسويدية: Gabriel Petrović)‏ (25 مايو 1984 ببلدية سولنا في السويد - ) هو لاعب كرة قدم سويدي في مركز الوسط. شارك مع منتخب السويد تحت 17 سنة لكرة القدم ومنتخب السويد تحت 19 سنة لكرة القدم. أما مع النوادي، فقد لعب مع أيك سولنا ونادي برومابويكارنا ونادي ماريهامن وFC Café Opera ‏ ونادي إسكلستونا.

## وصلات خارجية
- جبريل بيتروفيتش على موقع اتحاد السويد (السويدية)
- جبريل بيتروفيتش على موقع قاعدة بيانات كرة القدم.إي يو (الإنجليزية)
- جبريل بيتروفيتش على موقع Soccerway.com (الإنجليزية)